# Elisha Owusu
Elisha Owusu (Montreuil, 1997. november 7. –) ghánai válogatott labdarúgó, a francia Auxerre középpályása.

## Pályafutása

### Klubcsapatokban
Owusu a franciaországi Montreuil városában született. Az ifjúsági pályafutását az Air Bel és a Bourgoin-Jallieu csapatában kezdte, majd a Lyon akadémiájánál folytatta.
2017-ben mutatkozott be a Lyon első osztályban szereplő felnőtt keretében. A 2018–19-es szezonban a másodosztályú Sochaux csapatát erősítette kölcsönben. 2019-ben a belga első osztályban érdekelt Genthez igazolt. 2019. július 28-án, a Charleroi ellen 1–1-es döntetlennel zárult bajnokin debütált. 2023. január 16-án 2½ éves szerződést kötött a francia Auxerre együttesével.

### A válogatottban
Owusu 2022-ben debütált a ghánai válogatottban. Először a 2022. március 29-ei, Nigéria ellen 1–1-es döntetlennel zárult mérkőzés félidejében, Jordan Ayewet váltva lépett pályára.

## Statisztikák
2023. január 22. szerint
| Klub                 | Szezon   | Osztály        | Bajnokság | Bajnokság | Kupa  | Kupa | Nemzetközi | Nemzetközi | Összesen | Összesen |
| Klub                 | Szezon   | Osztály        | Meccs     | Gól       | Meccs | Gól  | Meccs      | Gól        | Meccs    | Gól      |
| -------------------- | -------- | -------------- | --------- | --------- | ----- | ---- | ---------- | ---------- | -------- | -------- |
| Sochaux (kölcsönben) | 2018–19  | Ligue 2        | 33        | 0         | 2     | 0    | —          | —          | 35       | 0        |
| Gent                 | 2019–20  | Jupiler League | 27        | 0         | 0     | 0    | 14         | 0          | 41       | 0        |
| Gent                 | 2020–21  | Jupiler League | 25        | 0         | 3     | 0    | 7          | 0          | 35       | 0        |
| Gent                 | 2021–22  | Jupiler League | 23        | 0         | 4     | 0    | 8          | 0          | 35       | 0        |
| Gent                 | 2022–23  | Jupiler League | 9         | 0         | 2     | 0    | 4          | 0          | 15       | 0        |
| Gent                 | Összesen | Összesen       | 84        | 0         | 9     | 0    | 33         | 0          | 126      | 0        |
| Auxerre              | 2022–23  | Ligue 1        | 0         | 0         | 1     | 0    | —          | —          | 1        | 0        |
| Összesen             | Összesen | Összesen       | 117       | 0         | 12    | 0    | 33         | 0          | 162      | 0        |

### A válogatottban
| Válogatott | Év       | Pályára lépés | Gól |
| ---------- | -------- | ------------- | --- |
| Ghána      | 2022     | 3             | 0   |
| Összesen   | Összesen | 3             | 0   |

## Sikerei, díjai
Gent
- Belga Kupa
  - Győztes (1): 2021–22

- Belga Szuperkupa
  - Döntős (1): 2022